# Bayerische Hausbau
Die Bayerische Hausbau GmbH & Co. KG ist Teil der Schörghuber Unternehmensgruppe und als Immobilienbestandshalter mit angegliederter Projektentwicklung deutschlandweit tätig. Die Geschäftsfelder umfassen die Projektentwicklung sowie Asset- und Portfoliomanagement.

## Geschichte
Das Unternehmen wurde 1954 von Josef Schörghuber gegründet. 1958 wurde Josef Schörghuber auf eine große, unbebaute Fläche im Nordosten Münchens aufmerksam, den heutigen Arabellapark. Das erste Gebäude, das Arabellahaus, entstand 1966 bis 1969. 1978 kaufte die Bayerische Hausbau den Fertighaus-Hersteller Hanse-Haus.
1979 erwarb Josef Schörghuber die Brauereien Hacker-Pschorr und Paulaner mit den dazugehörigen Immobilien, die in die Bayerische Hausbau eingegliedert wurden.
Im Jahr 1984 wurde Schörghuber mit der Bayerischen Hausbau Gegenstand der Bauland-Affäre. Im Jahr 1981 hatte das Unternehmen von der damals von CSU und FDP unter Oberbürgermeister Erich Kiesl ca. 60.000 m² Bauerwartungsland im Stadtviertel Zamdorf für einen Quadratmeterpreis von 230 DM und somit weit unter Wert gekauft. Die Fläche, die an die Parkanlage Denninger Anger und den gehobenen Stadtteil Bogenhausen grenzt, war dabei nicht öffentlich ausgeschrieben worden. Ein späteres, von Wahlsieger Georg Kronawitter (SPD) in Auftrag gegebenes Gutachten der städtischen Bewertungsstelle ermittelte einen Wert von 840 DM/m². Dieser entspricht dem Grundstücksanteil am Verkaufspreis der auf dem Areal entstandenen Siedlung Zamilapark, der zwischen 800 und 930 DM/m² lag – allerdings für das dann voll erschlossene Bauland. Die Regierung von Oberbayern ermittelte in einem ersten Gutachten einen Wert von 530 DM/m². Im Jahr 1992 entschied die damalige Regierung von Oberbayern, dass es sich nur um einen geringfügigen Unterwertverkauf gehandelt hatte, der von ihr nachträglich im Jahr 1995 genehmigt wurde. Die Stadt München unter dem neu gewählten Oberbürgermeister Christian Ude verzichtete darauf auf eine Klage gegen die Genehmigung durch die Regierung von Oberbayern, während Schörghuber anlässlich seines 75. Geburtstages die bis dahin größte Stiftung eines Lebenden in Höhe von drei Millionen Mark zugunsten von sozial schwachen Münchner Kindern einrichtete.
Nach der Mauereröffnung erhielt das Unternehmen die erste Baugenehmigung der DDR für eine Entwicklung in der Klostergasse in Leipzig.
2017 hatte die Bayerische Hausbau einen Immobilienbestand im Wert von rund 2,7 Mrd. Euro und einen Umsatz von 324,9 Mio. Euro.
Rund 200 Mitarbeiter sind beschäftigt. Zu den Tätigkeitsfeldern gehören die Projektentwicklung, das Bauträgergeschäft mit dem Bau und Vertrieb von Gewerbe- und Wohnimmobilien sowie das Asset- und Portfolio-Management für die eigenen Bestandsimmobilien.
2005 wurden die Unternehmensbereiche der Schörghuber Unternehmensgruppe „Bauen und Immobilien“ in der Bayerischen Bau und Immobilien Gruppe zusammengefasst. Am 1. Oktober 2010 wurde der Unternehmensbereich unter der Marke Bayerische Hausbau gebündelt. Aus der Bayerischen Bau und Immobilien Gruppe wurde die Bayerische Hausbau.
Die Verwaltung von Wohneigentum externer Eigentümer hat das Unternehmen im Rahmen eines Management Buy-Out im Juli 2013 an die Bayerische Immobilien Management verkauft. 2014 trennte sich das Unternehmen von der Fertighaus-Sparte und der Tochter Hanse-Haus. Sie wurde an die Adcuram Fertigbautechnik Holding verkauft, zu der auch Bien-Zenker gehört.
Für den Herbst 2023 ist der Umzug der Firmenzentrale und des für Neubauten zuständigen Bereichs „Development“ vom Münchner Arabellapark nach Pullach geplant.

## Immobilien der Bayerischen Hausbau (Auswahl)

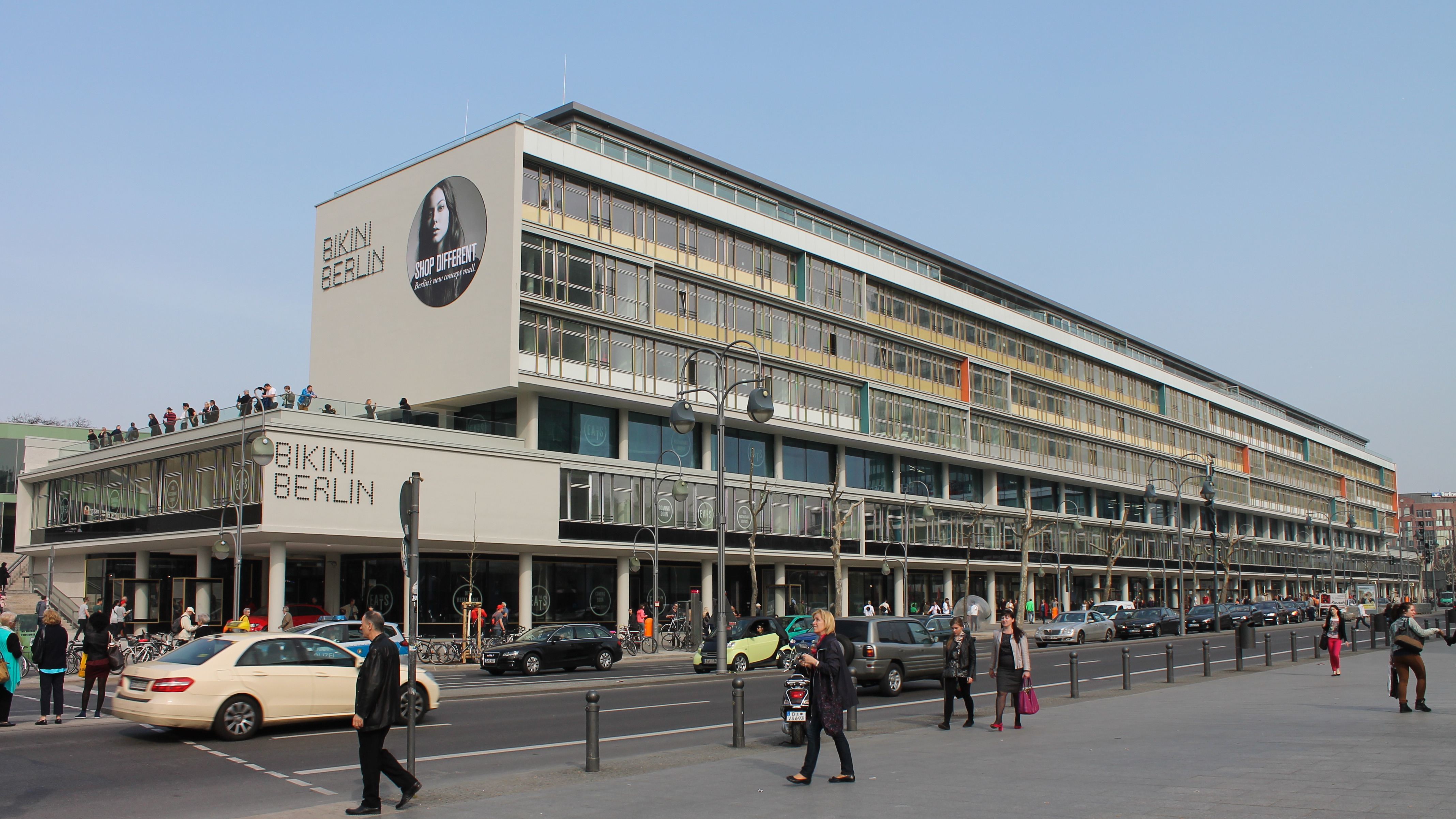
Bikini Berlin

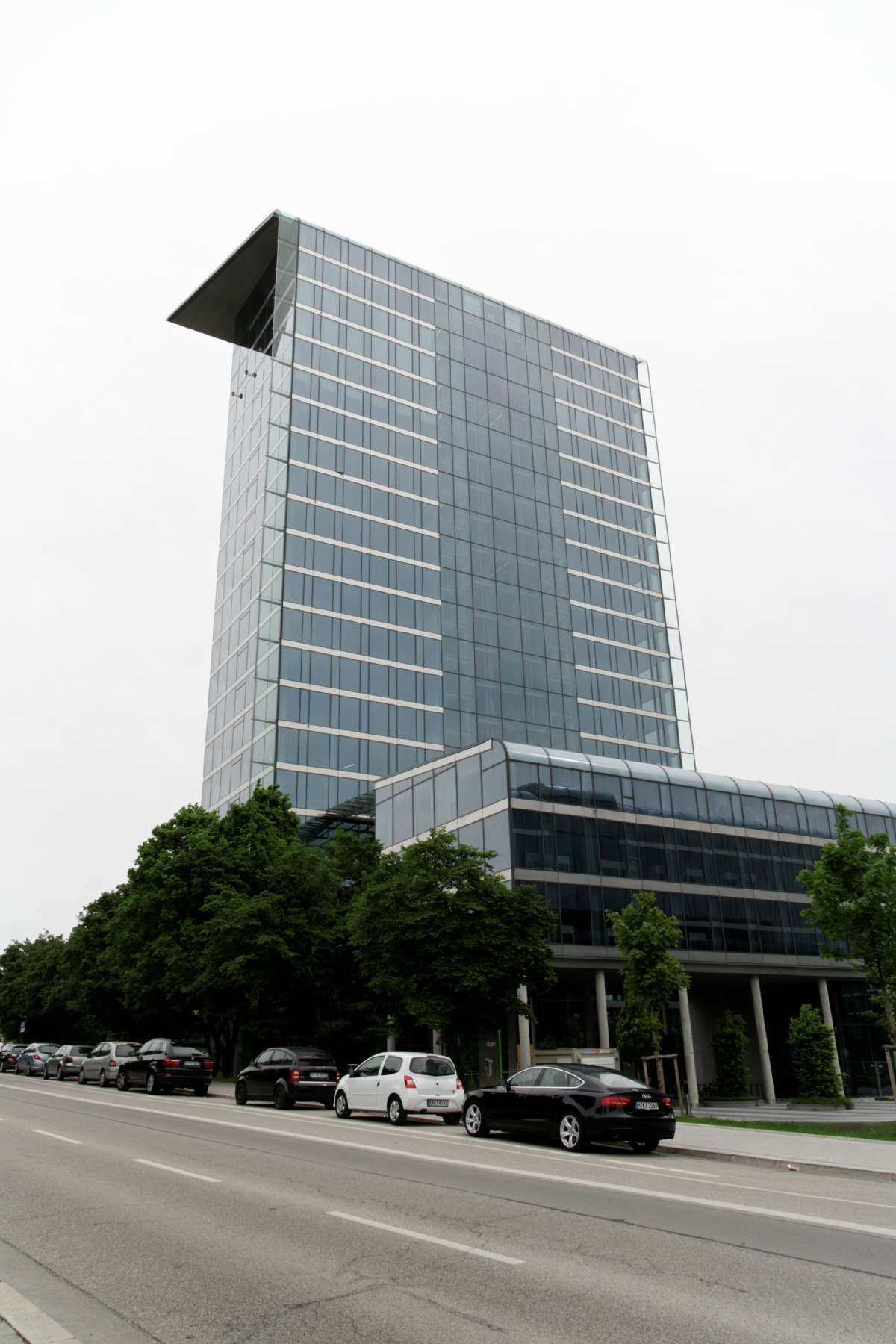
m.pire

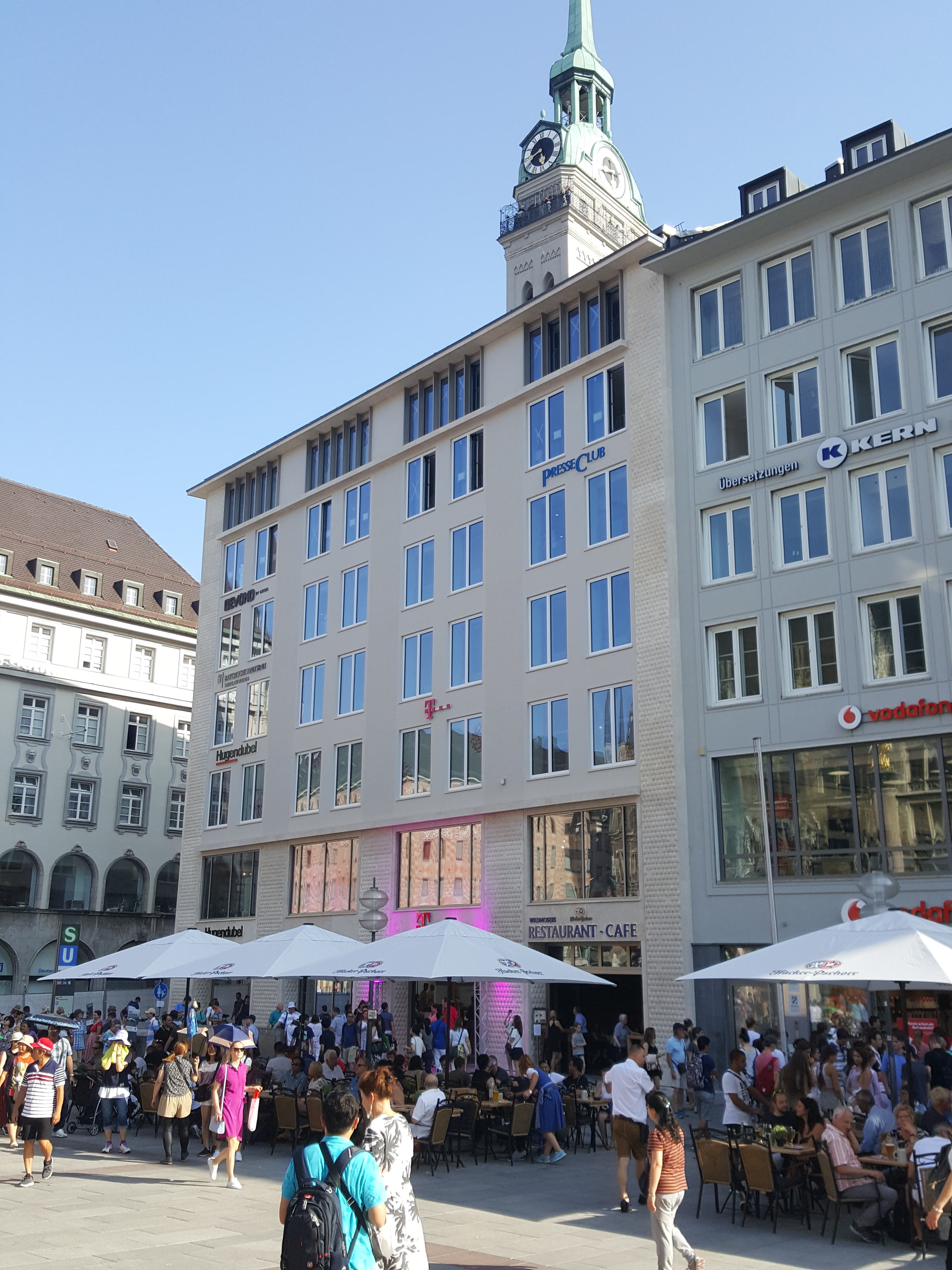
Hugendubel-Haus (Peterhof) am Marienplatz in München.

| - Alter Hof, München - Arabellapark, München - Bikini Berlin und Huthmacher-Haus, Berlin - Bürogebäude am Rosenheimer Platz, München - Skyline Tower bzw. THE m.pire, München - Esso-Häuser, Hamburg - Europäisches Patentamt (EPO), München - Kaufingerstraße 15, München | - Olympia Wohn Park, München - Stachus Rondell, München - The Westin Grand Hotel, Frankfurt - The Westin Grand Hotel, München - Waldschlösschenareal, Dresden |